# 유키정 (히로시마현 사에키군)
유키정(湯来町)은 히로시마현 사에키군에 존재했던 정이다. 2005년 4월 25일에 히로시마시에 합병(편입합병)되어 사에키구의 일부가 되고, 소멸하였다.

## 역사
- 1889년 4월 1일 - 정촌제 시행으로 가미미노치촌, 사고타니촌, 미노치촌이 성립하였다.
- 1956년 9월 30일 - 가미미노치촌, 사고타니촌, 미노치촌이 대등합병해 유키정이 성립하였다.
- 2005년 4월 25일 - 히로시마시에 편입되어 소멸하였다. 동시에 히로시마시 사에키구의 일부가 되었다.

## 교통

### 도로
- 국도 제191호선 (일본)(일본어판)
- 국도 제433호선 (일본)(일본어판)
- 국도 제434호선 (일본)(일본어판)